# Війницька сільська громада
Війницька сільська об'єднана територіальна громада — колишня об'єднана територіальна громада в Україні, на територіях Володимир-Волинського та Локачинського районів Волинської області. Адміністративний центр — село Війниця.
Площа громади — 186,57 км², населення — 3710 мешканців (2018).
Утворена 20 червня 2018 року шляхом об'єднання Березовичівської сільської ради Володимир-Волинського району та Війницької, Озютичівської сільських рад Локачинського району.
Перспективним планом формування громад Волинської області (2020 року) передбачено ліквідацію громади.
У 2020 році ліквідована, територія включена до Зимнівської та Затурцівської громад.

## Населені пункти
До складу громади входять 13 сіл: Бегета, Березовичі, Бобичі, Війниця, Губин, Запуст, Михайлівка, Міжлісся, Озютичі, Павловичі, Тумин, Хворостів та Яковичі.